# Cora Diamond
Pour les articles homonymes, voir Diamond.
Cora Diamond, née le 30 octobre 1937 à New York, est une philosophe américaine qui est actuellement professeur émérite à l'université de Virginie. Elle a produit des travaux en philosophie analytique, en philosophie morale et sur l'interprétation de Ludwig Wittgenstein ainsi que de Gottlob Frege. Elle s'intéresse à la question du droit des animaux. Elle est l'auteur d'un ouvrage intitulé The Realistic Spirit (traduction française: L'esprit réaliste). Elle est avec James Conant une figure majeure du « New Wittgenstein », courant interprétatif qui défend une lecture continuiste de la pensée de cet auteur. 

## Écrits
- L'esprit réaliste : Wittgenstein, la philosophie et l'esprit (trad. en français par E. Halais et J-Y. Mondon), Paris, PUF, 2004
- L'importance d'être humain (trad. en français par E. Halais, S. Laugier et J-Y. Mondon), Paris, PUF, 2011